# Seriebok
Seriebok är en bok som främst innehåller tecknade serier. Begreppet kan användas synonymt med seriealbum, syftande på en seriepublikation med ISBN-märkning, i motsats till serietidning (som har ISSN-märkning). En serieroman skiljer sig från serieboken genom att vara en längre, enhetlig, serieberättelse.